# Pueblo mano
El pueblo Mano (Manon en algunos lugares de Guinea), pertenece al grupo mandé. Habita principalmente el valle de la región montañosa del condado de Nimba, en torno al río Saint John, Liberia. También hay grupos Mano en la contigua zona de Nzerekore, en la región suroccidental de Guinea.
Se estima la existencia de 106.000 Man en Guinea y 400.000 en Liberia.
El asentamiento Mano en los actuales territorios es consecuencia de una larga emigración que comenzó en regiones más septentrionales. Escapaban del asedio de otros grupos mandé que pretendían subyugarlos. Tuvieron que enfrentar a grupos Kpelle, ya en la zona de Nzerekore, y se vieron obligados a desplazarse aún más al sur. Finalmente, se estima que su actual emplazamiento en Liberia y Guinea fue alcanzado sobre los siglos XVII y XVIII.
Los Manos presentaron resistencia a principios del siglo XX, tanto a las pretensiones colonizadores de los américoliberianos en Libia, como a los franceses en Guinea.
Tienen una economía de subsistencia a base de arroz, a la que agregan con fines comerciales plantaciones de café y cacahuetes. Practican la ganadería doméstica y la caza.

## Historia

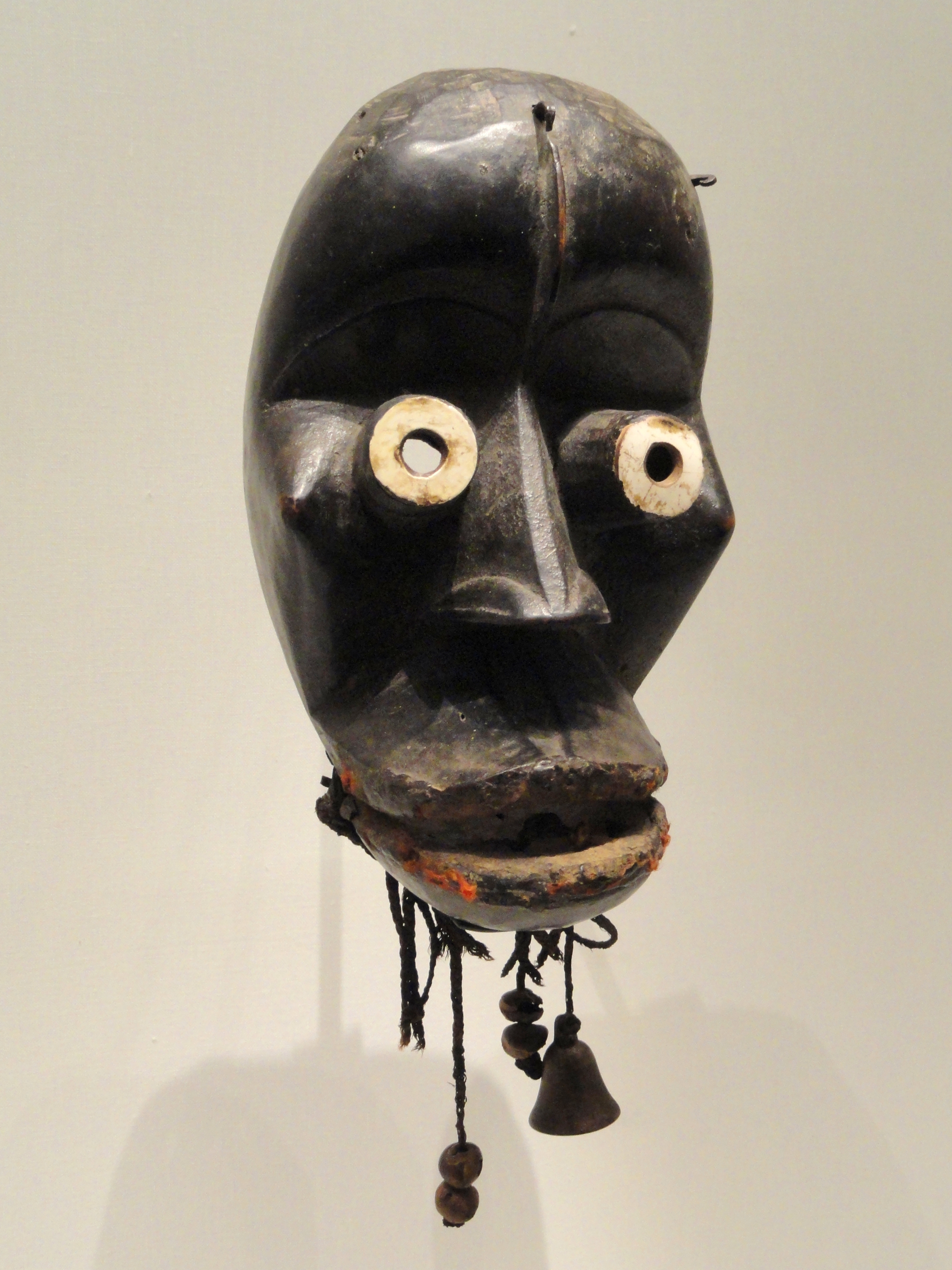
Máscara ritual del pueblo mano de principios del siglo XX.a- Cleveland Museum of Art - DSC08714

Los Mano en Guinea hablan un idioma, también llamado man, que está fuertemente influenciado por el idioma mandenká. Esta es una lengua con muchos dialectos y pertenece a la rama oriental de las lenguas mandé.
Los Mano se identifican fuertemente con las tribus Kono y Gio. Los Gio son considerados los "hermanos pequeños" de los Manos, y sus idiomas están estrechamente relacionados.
Entre los siglos XVII y XVIII, muchos pueblos de habla mandé (incluidos los gio, los mano y los kono) emigraron del norte. Los mandenká obligaron a los kpelle a desplazarse hacia el sur. Ellos, a su vez, obligaron a los hablantes de Mande a ir más al sur. La mayoría de los Mano se establecieron en Guinea. Sin embargo, muchos emigraron a Liberia a finales del siglo XIX cuando los franceses ocuparon Guinea.

## Economía
La agricultura es la principal actividad económica. El arroz es el producto básico y se cultiva en grandes extensiones fuera de la aldea. Piña, pimientos, frijoles, quimbombó, cebolla, maíz y plátanos se plantan en las aldeas agrícolas. Las plantaciones de café y el maní son de carácter comercial. Se practica la rotación de terrenos. Cada año, se debe seleccionar un nuevo sitio de granja. Se amplían las tierras de cultivo con el desbroce de malezas y la tala y quema de árboles.  Al encontrarse las tierras de cultivo de gran extensión muy distanciadas de las aldeas, suelen construir cabañas temporales para descansar durante la época de la cosecha. Una vez plantado el arroz, se hacen rituales, que incluyen sacrificios, para asegurar una buena cosecha. Los campos de cultivo son protegidos de los depredadores con cercas de madera. Los niños colaboran ahuyentando o cazando pájaros que pueden afectar las plantaciones. Las mujeres son las encargadas de quitar la hierba de las áreas plantadas.
En las aldeas es habitual la cría doméstica de ganado: cabras, pollos y otros animales. Los Mano son buenos cazadores pero desde la introducción de las armas de fuego la población de fauna disminuyó drásticamente en los bosques.
La dieta de proteínas se sustenta en el consumo de pollo y pescado. La pesca es una actividad que practican tanto hombres como mujeres. En la actualidad complementada con la compra de pescado congelado en los mercados locales. Como complemento a las carnes es muy habitual el consumo de hongos silvestres. El arroz está siempre presente en cada comida. Las termitas aladas tostadas se comen como bocadillo.

## Vivienda
Las aldeas varían en tamaño, desde pequeñas comunidades de diez casas hasta otras de más de un centenar. Se construyen en terrenos con abundantes fuentes de aguas cercanas. La vivienda tradicional de aldea se construye sobre plataformas de arcilla para protegerlas de las abundantes precipitaciones. Son cuadradas, con porche, paredes no muy altas y techos de paja.

## Religión
La religión histórica del grupo Mano era de carácter animista. El universo religioso, al igual que en la mayoría de las etnias nativas, incluye la existencia de seres espirituales, físicamente asentados en los bosques que pueden intervenir en la vida de las personas o de la comunidad de forma favorable o negativa. En Guinea el ser supremo o dios del grupo Mano recibe el nombre de Wala.